# Ego Fall
Ego Fall (chiń. 颠覆M; pinyin Diān Fù M) – chiński zespół muzyczny wykonujący melodic death metal i metalcore z folkowymi wpływami.

## Dyskografia

### Albumy studyjne
- 2008: 蒙古精神 / Spirit of Mongolia
- 2010: Inner M
- 2013: Duguilang

### EP
- 2013: Jangar
- 2018: Mask

### Splity
- 2015: Mongol Metal

## Skład

### Obecni członkowie
- Sun Bori (chiń. 荪博日; pinyin Sūn Bó Rì) – gitara elektryczna (od 2001), wokal (2000–2001)
- Yu Chao (chiń. 于超; pinyin Yú Chāo) – keyboard (2000–2003), wokal (od 2003)
- A Heicha (chiń. 阿黑查; pinyin Ā hēi chá) – keyboard, sample (od 2003)
- Chao Luomeng (chiń. 朝洛朦; pinyin Cháo Luò Méng) – gitara basowa (od 2004), flet, Morin chuur, śpiew alikwotowy (od 2018)
- Li Zhaoliang – gitara elektryczna (od 2014)
- Shuai Zhu – perkusja (od 2017)
- Zaher Zorgati (chiń. 李兆良; pinyin Lǐ Zhào Liáng) – gitara elektryczna (od 2014)
- Shuai Zhu (chiń. 朱帅; pinyin Zhū Shuài) – perkusja (od 2017)

### Byli członkowie
- Li Yuepeng – perkusja (?–2014)
- Liangzi – gitara elektryczna (2000–?)
- Liu Shiwei – perkusja (2000–?)
- Wang Yang – gitara elektryczna (2000–2001, 2001–?)
- Chen Wei – gitara elektryczna (2001–2002, 2005)
- Wang Bin – wokal (2001–2002, 2005)
- Bo Yin – wokal (2002–2003)
- Zhan Wenbo – perkusja (2014–2017)